# Coelemu
Coelemu ist eine Stadt und Gemeinde in der Provinz Itata in der Región de Ñuble in Chile. Bei der Volkszählung im Jahr 2017 hatte sie 15.995 Einwohner. Die Gemeinde erstreckt sich über eine Fläche von 342,3 km².

## Geschichte
Die Gemeinde wurde 1750 als Villa Jesús de Coelemu gegründet.

## Bevölkerung
Laut der Volkszählung des Nationalen Statistikinstituts von 2002 hatte Coelemu 16.082 Einwohner (8086 Männer und 7996 Frauen). Davon lebten 9845 (61,2 %) in städtischen Gebieten und 6237 (38,8 %) auf dem Land. Zwischen den Volkszählungen von 1992 und 2002 wuchs die Bevölkerung um 867 % (14.419 Personen). Im Jahr 2017 zählte man 15.995 Personen.

## Orte
In der Gemeinde Coelemu befinden sich folgende Orte:
- Coelemu (Hauptort)
- Ranguelmo
- Guarilihue Bajo
- Perales
- Vegas de Itata
- Villa El Conquistador
- Estación Magdalena
- Meipo
- Tropezón
- Pangue
- San Ambrosio
- Las Islas